# Ваймарер Ланд
Ваймарер Ланд (на немски: Landkreis Weimarer Land) е окръг в източната част на провинция Тюрингия, Германия и е с площ 803 км2 и население 82 131 души (по приблизителна оценка за декември 2017 г.). Административният му център е град Аполда.

## Административно деление
Окръга се поделя на 6 амта, които се състоят от градове и общини.

## Политика
Окръжния съвет е съставен от 46 места.
След проведените местни избори на 7 юни 2009 година, резултатите са следните:
| Политическа сила    | Места |
| ХДС                 | 16    |
| СДП                 | 8     |
| Левица              | 8     |
| Свободни избиратели | 8     |
| СвДП                | 4     |
| Зелените            | 2     |